# Eleazar Huerta Valcárcel
Eleazar Huerta Valcárcel (Tobarra, Albacete, 22 de diciembre de 1903-Santiago de Chile, 28 de enero de 1974) fue un abogado, poeta y político español del siglo XX.  
Hijo y sobrino de maestros nacionales, destacó como una de las figuras más prominentes de la política albaceteña durante la Segunda República. También poeta y abogado del Estado, ocupó la Dirección General de lo Contencioso del Estado bajo el gobierno de Francisco Largo Caballero durante la guerra civil española (1937). En la primavera de 1936 fue el 26.º y el 28.º presidente de la Diputación Provincial de Albacete. 
En 1939 se exilió en Chile, dedicándose a la docencia universitaria; allí presenció el Golpe de Estado del general Augusto Pinochet en 1973 y la detención de un hijo.
Desde los años 1920 hasta su fallecimiento fue colaborador de algunas publicaciones como El Progreso (1921-1922), del que llegó a ser director; Ágora; Altozano; El Eco del Pueblo o República. En 1932 fue el primer mantenedor de los Juegos Florales de Tobarra.
En su faceta de abogado se ocupó, desde 1927, de causas de pobres y condenas de muerte, actuando de oficio, según documentos del Colegio de Abogados de Albacete. En 1936 llegó a ser elegido decano de esta última institución, cargo que desempeñó hasta 1939.
Destacado miembro del Partido Socialista, ocupó varios cargos de representación pública: el 1 de marzo de 1936, tras ser repuesto como concejal de Albacete por el distrito de Santa Quiteria, fue nombrado presidente de la Diputación Provincial de Albacete, permaneciendo en este puesto hasta el decreto de disolución de las Comisiones Gestoras de diciembre de ese mismo año. Posteriormente fue alcalde de Albacete en 1937.
Al término de la Guerra Civil, Eleazar Huerta se exilió en Chile, en donde desarrolló una intensa labor intelectual, alcanzando reconocido prestigio como filólogo y escritor, ocupando además una plaza como catedrático de Estética Literaria, Literatura Universal y Literatura Española en la Universidad Austral de Chile, en donde compuso la letra de su himno. Murió en Santiago de Chile en enero de 1974.

## Premios
- 1934. Premio de la Asociación de la Prensa.

## Enlaces
- Info Tobarra
- Diputación de Albacete
- Revista Añil Archivado el 4 de marzo de 2016 en Wayback Machine.

- Datos: Q5354456